# Châteauneuf-sur-Sarthe

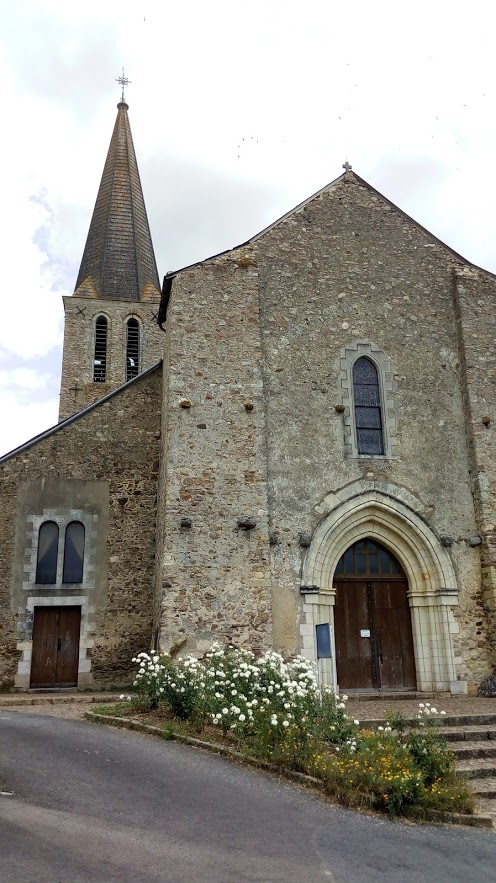
Igreja Notre-Dame de Séronne.

Châteauneuf-sur-Sarthe foi uma comuna francesa na região administrativa da Pays de la Loire, no departamento de Maine-et-Loire. Estendia-se por uma área de 14,39 km². Em 2010 a comuna tinha 8 947 habitantes (densidade: 621,8 hab./km²).
Em 1 de janeiro de 2019, passou a formar parte da comuna de Les Hauts-d'Anjou.